# Грос-Оффензет-Асперн
Грос-Оффензет-Асперн (нем. Groß Offenseth-Aspern) — община в Германии, в земле Шлезвиг-Гольштейн. 
Входит в состав района Пиннеберг. Подчиняется управлению Ранцау.  Население составляет 451 человек (на 31 декабря 2010 года). Занимает площадь 10,56 км².